# Juanita Mir
Juanita Mir García (Pamplona, 14 de febrero de 1893-Derio, 5 de agosto de 1937) fue una periodista y escritora española. Fue fusilada en 1937 por los franquistas en el cementerio de Derio por ser "peligrosa socialmente".

## Biografía
Sus padres eran Victoria García Lacarra y de Octavio Mir Mata, un periodista que, cuando el 4 de junio de 1899 se creó en Bilbao el rotativo El Correo Vasco, fue nombrado director del mismo. También dirigió otros periódicos en Cádiz y Burgos. Sus últimos años transcurrieron en Bilbao donde fijó su residencia familiar en 1910, escribiendo en el rotativo El Pueblo Vasco de dicha capital hasta 1921, año de su fallecimiento.
En el primer empadronamiento de la familia de Mir en Bilbao figuran también sus dos hermanos (Genara y Joaquín) como residentes en la Villa Berriz en el barrio bilbaíno de Iralabarri. En 1915 se mudaron a la calle Euskalduna, donde ella vivió hasta su fusilamiento.
Con dieciocho años colaboró en la revista Euskalerriaren Alde publicando relatos de tipo costumbrista. Su afición al teatro se reflejó en su actuación, en 1929, en la representación de El conflicto de Mercedes, obra dirigida por Rufo Gómez Bayona en el Ateneo Navarro de Bilbao.
Mir escribió en el periódico La tarde, en el apartado “La mujer escribe”, y en sus artículos hacía crítica social y se posicionaba a favor de la paz. En 1934, durante las trágicas huelgas de octubre, en un artículo se dirigió a las mujeres para que se dirigieran al gobierno demandando el perdón y la caridad ante los sucesos de aquellos días.
El 18 de septiembre de 1936 publicó un artículo titulado Heroísmo y sacrificio en el que, además de alabar el patriotismo de la ciudadanía que sacrificaba sus ahorros y joyas para financiar los gastos de la guerra, introdujo un alegato pacifista en el que decía: «¡Cuánta más belleza tendría ese rasgo si en lugar de destinar oro de ese sacrificio colectivo a la adquisición de material guerrero, se hubiera destinado al enriquecimiento de la patria por una justa nivelación del bienestar que alcanzara a todos los ciudadanos!».
El 5 de mayo de 1937, en un artículo titulado Si Durango y Guernica no hablaran tan claramente, acusó a los facciosos de su buena relación con Alemania culpándolos de los bombardeos que llevó a cabo la Legión Cóndor en Vizcaya, cuyos efectos más claros se vieron en Guernica y Durango.

## Detención y fusilamiento
Mir fue detenida el 6 de julio de 1937 y trasladada a la cárcel de Larrinaga para ser juzgada en consejo de guerra el 20 de julio. Se le acusó de incitar a seguir la causa rojo-separatista e injuriar al “Glorioso Ejército”.
Un mes después la ejecutaron junto con otros catorce penados a muerte, todos hombres, en el cementerio de Derio en la madrugada del 5 de agosto de 1937. En el periódico Euzkadi de 25 de octubre de 1938 se informaba sobre su fusilamiento.

## Reconocimientos
- En 2016 el Ayuntamiento de Bilbao abrió un proceso participativo para cambiar el nombre de algunas calles de Bilbao a la luz de la Ley de Memoria Histórica y el nombre de Juanita Mir fue propuesto junto a Julita Berrojalbiz, Benita Asas, Adelina Méndez de la Torre y Vicenta Moguel.[6]
- En 2020 la historiadora Ascensión Badiola escribió una novela basada en su vida con el título La decisión de Juana Mir.[7] Dicha novela ganó el Premio Ramiro Pinilla de novela corta en castellano 2020.[8]
- El documental MEMORIA ERAIKIZ: Mujeres fusiladas. La memoria ausente tiene como hilo conductor la figura de Juana Mir junto a otras mujeres represaliadas durante la guerra civil.[9]